# Sentier du souvenir et de l'amitié

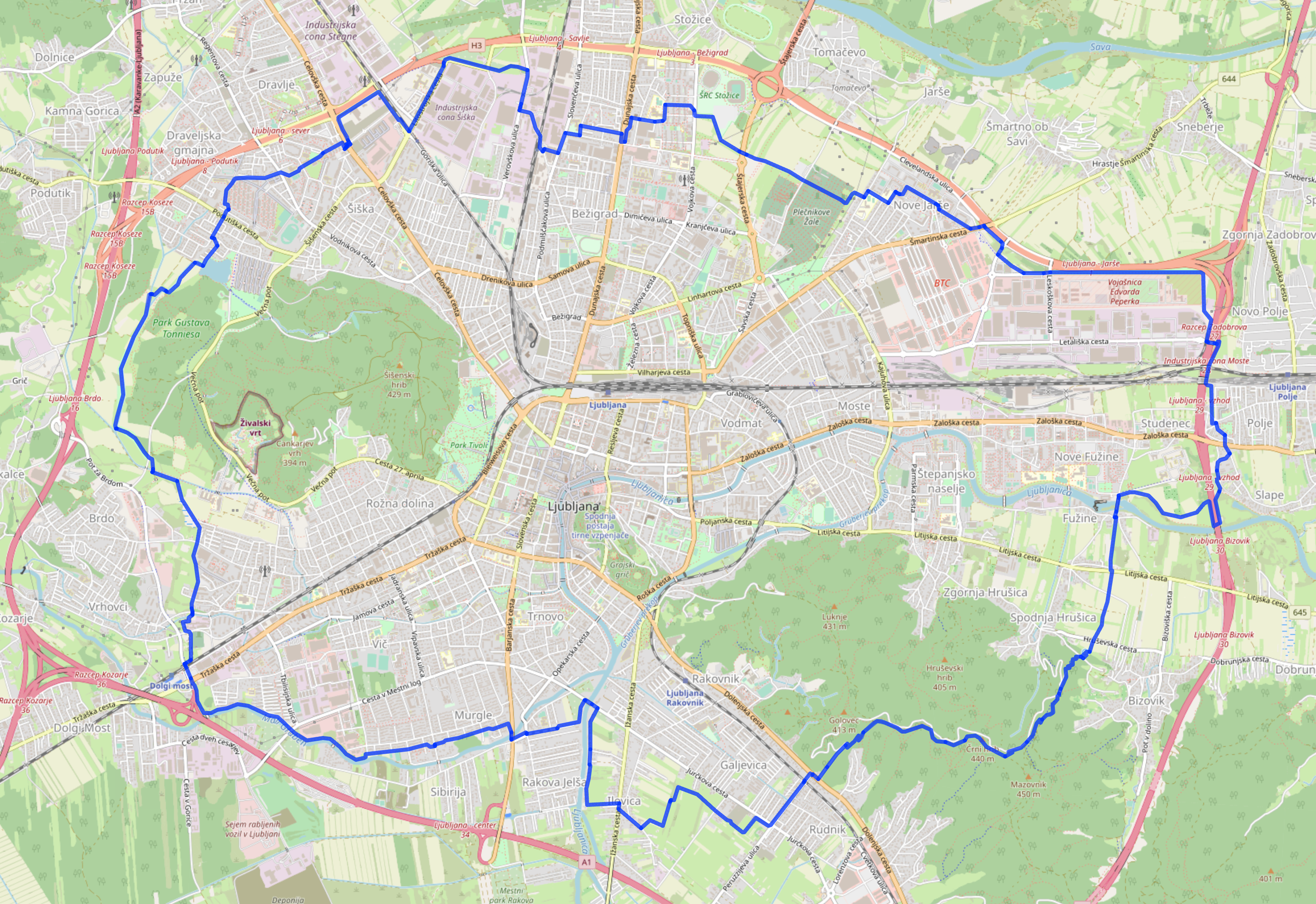
Le sentier balisé en bleu sur une carte OpenStreetMap de Ljubljana

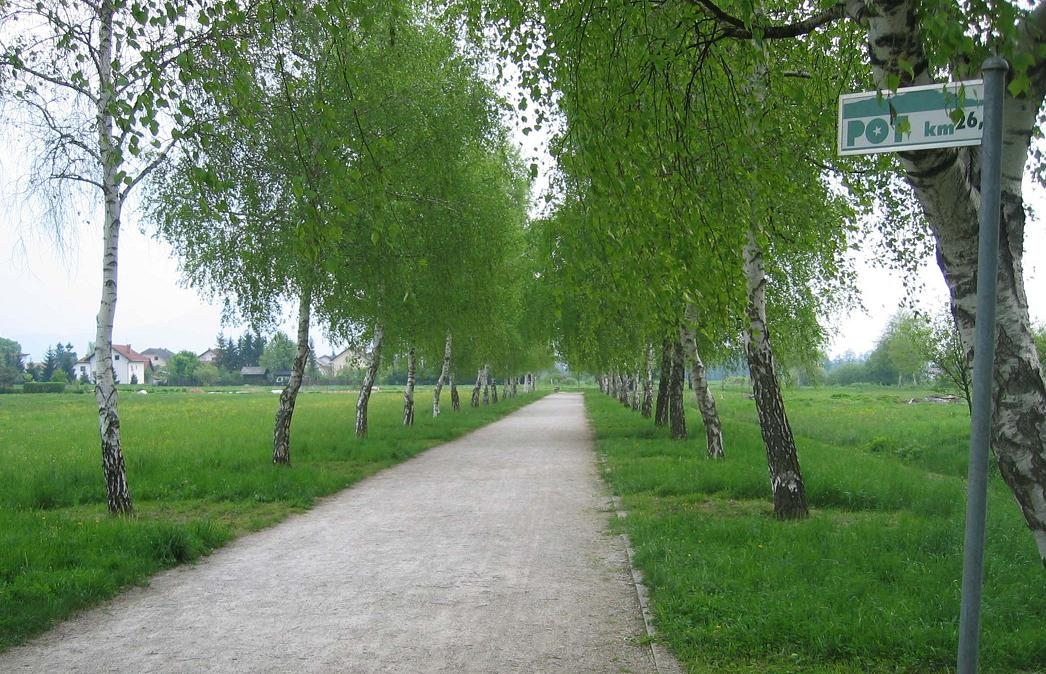
Une allée de bouleaux le long du sentier dans le district de Rudnik

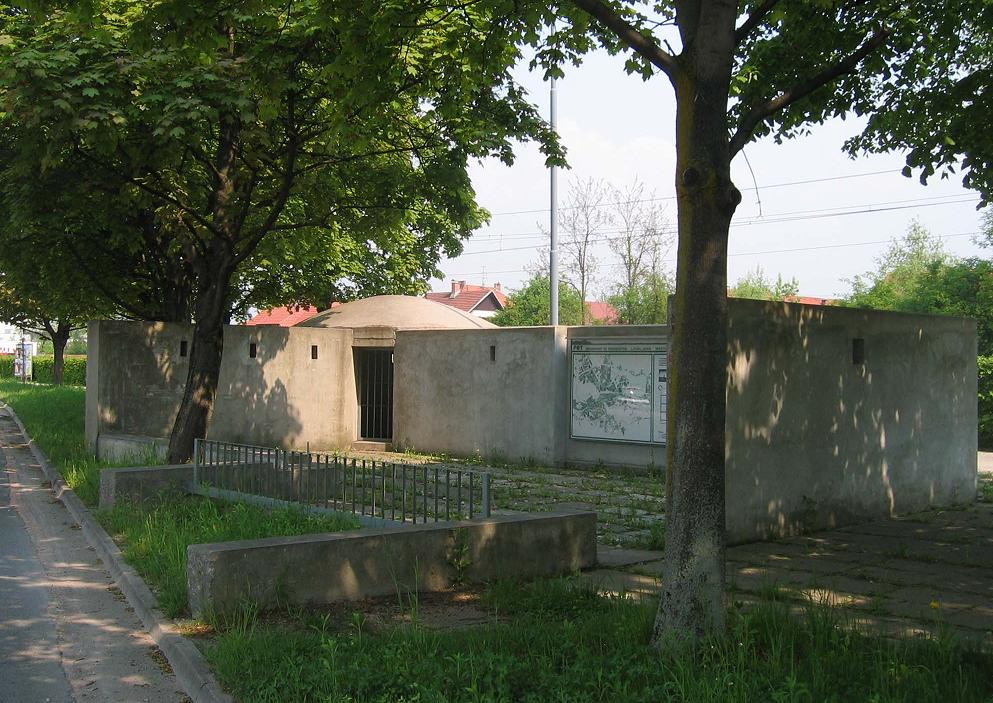
Vestiges d'un bunker militaire italien dans le district de Šiška

Le sentier du souvenir et de l'amitié (en Slovène, initiales PST), également appelé le Sentier le long du fil (Pot ob žici), le sentier autour de Ljubljana (Pot okoli Ljubljane), ou l'Anneau Vert (Zeleni prstan), est une promenade récréative et commémorative pavée de gravier. De près 33 km et 4 m de large autour de la ville de Ljubljana, la capitale de la Slovénie, la promenade mène à l' étang de Koseze et à la colline de Golovec.
Pendant la Seconde Guerre mondiale, la province de Ljubljana, annexée par l'Italie fasciste, fut soumise à une répression brutale après l'émergence de la résistance. Les forces italiennes érigèrent une clôture de barbelés – dont le tracé est aujourd'hui le Sentier du Souvenir et de l'amitié – autour de Ljubljana afin d'empêcher toute communication entre les militants clandestins du Front de Libération de Ljubljana et les partisans slovènes des environs. Les barbelés, ainsi que 206 tours de guet et bunkers, entourèrent la ville en février 1942. Après la capitulation de l'Italie en 1943, le contrôle de la ligne passa aux mains de l'Allemagne Nazie. Celle-ci resta en place jusqu'à la visite du Premier ministre provisoire yougoslave Tito le 26 juin 1945, après sa libération le 9 mai 1945.
La construction du sentier a débuté en 1974 et s'est achevée en 1985. Il est balisé par des panneaux indicateurs, des panneaux d'information avec le plan du sentier, des plaques et des balises métalliques, ainsi que des panneaux indicateurs aux embranchements. Cent deux stèles commémoratives octogonales, conçues par l'architecte Vlasto Kopač, ont été installées à l'emplacement des anciens bunkers. Le long de l'espace vert adjacent, 7 400 arbres de 49 espèces ont été plantés. Depuis 1988, il est protégé en tant que monument naturel.
Ce sentier est emprunté quotidiennement par de nombreux habitants de Ljubljana, qu'ils pratiquent la marche, le jogging ou le vélo. En hiver, des pistes de ski de fond sont aménagées sur certains tronçons. Depuis 1957, le week-end le plus proche du 9 mai, une marche récréative "le long du fil" ( Pohod ob Žici ; il a eu plusieurs noms depuis ses débuts) est organisé pour commémorer la libération de Ljubljana le 9 mai 1945. Ceux qui parcourent toute la distance et collectent des timbres aux huit points de contrôle reçoivent un badge commémoratif et une médaille. En raison de la croissance de Ljubljana au fil des ans, le sentier traverse désormais certaines zones bâties. On peut citer comme exemples le segment de Koseze traversant la rue Klagenfurt ( Celovška cesta ) et la rue Vienna ( Dunajska cesta ) et se terminant près du stade Stožice.